# Clytosemia
Clytosemia är ett släkte av skalbaggar. Clytosemia ingår i familjen långhorningar.
Kladogram enligt Catalogue of Life:
| Clytosemia | \| \| Clytosemia bicincta \| \| \| \| \| \| Clytosemia pulchra \| \| \| \| |
|            | \| \| Clytosemia bicincta \| \| \| \| \| \| Clytosemia pulchra \| \| \| \| |
|            | Clytosemia bicincta                                                        |
|            |                                                                            |
|            | Clytosemia pulchra                                                         |
|            |                                                                            |